# Guajará
Guajará là một đô thị thuộc bang Amazonas, Brasil. Đô thị này có diện tích 8904,24 km², dân số năm 2007 là 13750 người, mật độ 1,54 người/km².